# فاكا أهينا
فاكا أهينا (بالإنجليزية: Vaka 'A Hina)‏ وتعني حرفيًا سفينة هينا، هي منحوتةٌ في مدينة كرايستشرش بنيوزيلندا للفنان التونغي ساميسي فيتوكاي بوتوين. يبلغ طول المنحوتة 16 مترًا، وثُبتت عام 2019، وهي مصنوعةٌ من مادة صلب الكورتين. سميت نسبةً إلى هينا، وتعد "رمزًا للتضامن والعمل الجماعي، وتجاوز الثقافات والروحانيات. إرث دائم من الأمل."